# Bart Berman
Bart Berman, nizozemsko-izraelski pianist, aranžer in skladatelj, * 29. december 1938, Rotterdam.